# Cryptocythere
Cryptocythere is een geslacht van kreeftachtigen uit de klasse van de Ostracoda (mosselkreeftjes).